# V višave
V višave (v izvirniku angleško Up) je računalniško animirani komični film režiserja Petea Docterja v produkciji animacijskega studia Pixar, ki je izšel leta 2009 v distribuciji Walt Disney Pictures. Severnoameriška premiera filma je bila 29. maja 2009, V višave pa je bil tudi kot prvi animirani film prikazan v sklopu otvoritvenega večera filmskega festivala v Cannesu tistega leta.
Zgodba govori o ostarelem vdovcu Carlu Fredricksenu in navdušenemu mlademu taborniku Russellu, ki v leteči hiši odletita na pustolovščino v Južno Ameriko. Glasove glavnim likom so posodili Edward Asner, Christopher Plummer, Bob Peterson in Jordan Nagai, v Sloveniji pa je bila prikazana tudi sinhronizirana različica Studia Ritem pod vodstvom Jerneja Kuntnerja, h kateri so glasove prispevali Drago K. Razboršek, Iztok Jereb, Matic Blagonič, Jernej Kuntner in drugi.
Kljub začetni nejeveri nekaterih komentatorjev o možnostih za uspeh filma, namenjenega mlajšemu občinstvu, s tako nekonvencionalno zgodbo, je bil V višave kasneje tako med kritiki kot med občinstvom izredno dobro sprejet in je do konca predvajanja v kinematografih prinesel 731 milijonov USD prihodkov. Ustvarjalci so zanj prejeli zlati globus za najboljši animirani celovečerni film in najboljšo izvirno glasbeno spremljavo. Nominiran je bil tudi za pet oskarjev, od katerih je prejel dva, za najboljši animirani celovečerni film in najboljšo izvirno glasbeno spremljavo.

## Vsebina
Mladi Carl Fredricksen je sramežljiv deček, ki večino svojega časa sanjari o pustolovščinah v eksotičnih deželah, ki jih raziskuje njegov idol, slavni raziskovalec Charles F. Muntz. Globoko ga užalosti, ko izve, da so Muntza obtožili, da je ponaredil okostje orjaškega ptiča, ki ga je po lastnih besedah odkril pri Rajskem slapu v Južni Ameriki, zato se je zaklel da se bo vrnil in prinesel živ primerek. Nekega dne se Carl spoprijatelji z Ellie, živahnim dekletom, ki prav tako obožuje Muntza. Ta Carlu zaupa, da si želi preseliti svojo »klubsko hišico«, zapuščeno hišo v njihovi soseski, na pečino nad Rajskim slapom. Ko odrasteta, se poročita in s skupnimi močmi obnovita tisto hišo. Carl dela kot prodajalec balonov, Ellie pa kot paznica v živalskem vrtu. Ker ne moreta imeti otrok, varčujeta za potovanje do Rajskega slapa, pa se jima vsakič pripeti kakšna nezgoda, zaradi katere morata zapraviti prihranke. Sčasoma se skupaj postarata. Ostareli Carl končno organizira potovanje, takrat pa Ellie nenadoma zboli in kmalu za tistem umre in Carl ostane sam.
Nekaj let kasneje čemerni Carl še vedno živi v stari hiši, ki jo obkrožajo nove stolpnice, le on kljub pritiskom nepremičninskih agentov trmasto vztraja na svojem in noče prodati hiše ter se preseliti. Nekega dne pa med ruvanjem udari zidarja, zato dobi sodno odredbo za selitev v dom za ostarele. Na hitro se domisli načrta kako izpolniti obljubo Ellie in naslednji dan, tik preden ga odpeljejo, se iznad hiše dvigne oblak tisočev s helijem napolnjenih balonov, ki jo ponesejo v zrak nad presenečenimi prebivalci mesta. Vendar pa ima tudi slepega potnika: debelušnega taborniškega pripravnika Russella, ki ga je pred tem nadlegoval s ponudbami za pomoč, saj mu manjka samo še ena značka za zasluge preden bo postal starešina - »pomagaj starejšemu«.
Carl ga nejevoljno sprejme v hišo, ki jo je medtem poneslo v višave, in jo s kopalniškimi zavesami usmeri proti Južni Ameriki. Zanese ju ravno v sredo močnega viharja, ki skoraj strmoglavi hišo, a se nekaj ur kasneje zbudita v sončno jutro na ravnici nasproti Rajskega slapa. Baloni dajejo še ravno toliko vzgona da držijo hišo tik nad tlemi, zato se Carl in Russel privežeta na cev za zalivanje vrta in peš odpravita proti svojemu cilju. Vmes se najprej spoprijateljita z ogromnim, pisanim neletečim ptičem, ki išče svoje mladiče in ga Russell poimenuje Kevin, kmalu pa se jim pridruži še dobrodušen pes po imenu Dug z ovratnico, s pomočjo katere lahko govori.
Ko jih odkrije preostanek tropa psov pod vodstvom alfe, ki imajo enake ovratnice kot Dug, jih odpeljejo h gospodarju, ki ni nihče drug kot ostareli Charles Muntz. Ta jih povabi na krov svojega cepelina in jim razloži, da je vsa ta leta osramočen iskal ogromnega ptiča. Russell naivno izda, da so se na poti spoprijateljili s Kevinom, ob čemer postane Muntz vidno sovražen, zato vsi zbežijo z Muntzevimi psi za petami. Ko jih Muntz dohiti, vname ogenj pod Carlovo hišo, zaradi česar mora Carl izbirati med hišo in Kevinom. Odloči se za hišo, zato Muntz uspe ujeti Kevina. Carl in Russell naposled dosežeta slapove, a je Russell jezen na Carla.
Carl, ki je izpolnil svoj cilj, otožno pregleduje Elliejin album iz otroštva, v njem pa na koncu odkrije slike njunega skupnega življenja in sporočilo, v katerem se mu Ellie zahvaljuje za »pustolovščino« ter ga spodbuja naj se odpravi na novo. Z novim zagonom se poda za Russellom, ki je medtem vzel nekaj balonov in z njimi odletel na pomoč Kevinu. Carl zmeče iz hiše odvečno težo in se poda za njim. Russella kmalu ujame Muntz in odleti s cepelinom, vendar jih s hišo ujame Carl, spleza v cepelin ter osvobodi Russella in Kevina. Sledi lov po cepelinu in hiši, v katerem Muntz nazadnje omahne v globino, hiša pa se odveže od cepelina in izgine v oblakih.
Carl in Russell vrneta Kevinu piščančke, nato pa s cepelinom odletita nazaj v mesto. Russellov vedno zaposleni oče zamudi slovesnost podelitve starešinskih nazivov, je pa tam Carl, ki mu ponosno pripne zadnjo značko - pokrovček steklenice s sodavico, ki mu jo je Ellie pripela ko sta se prvič spoznala. Na koncu si privoščita sladoled (cepelin je parkiran nad mestom za invalide), zadnji prizor pa pokaže Carlovo hišo, ki se nežno spusti na pečino nad Rajskimi slapovi in izpolni obljubo Ellie.

## Liki in ozadje
Ustvarjalci so oblikovali glavni lik, ostarelega Carla Fredricksena, predvsem po igralcu Dicku Tracyju kakor je zgledal ob koncu kariere, kot navdih pa sta služila tudi Walter Matthau in James Whitmore ter Lou Grant, televizijski alter-ego Edwarda Asnerja, ki je liku posodil glas. Opisali so ga kot čemernega medveda, ki ga je ravno nekdo zbudil iz zimskega spanja. Nepričakovano je bila njegova podoba deležna velike pozornosti v Kolumbiji, saj je izredno spominjal na nekdanjega predsednika te države Ayalo. Russell, debelušni in hiperaktivni taborniški pripravnik azijskega porekla, je njegovo nasprotje. Med filmom večkrat namigne, da izhaja iz disfunkcionalne družine in je na koncu vidno razočaran, ko se njegov oče ne udeleži ceremonije ob povišanju v starešino. Glas mu je posodil takrat osemletni Jordan Nagai, ki je tudi v resnici japonski Američan in ni imel nobenih predhodnih izkušenj z igro. Pravzaprav je samo spremljal svojega brata na avdicijo za to vlogo, a je njegov glas pritegnil režiserjevo pozornost.
Antagonist je slavni raziskovalec Charles F. Muntz, ki je izgubil ugled, ko so ga obtožili, da je ponaredil okostje orjaškega ptiča, zato je prisegel, da se ne bo vrnil v ZDA dokler z ujetjem živega primerka ne dokaže, da je imel prav. Glas mu je posodil igralec Christopher Plummer. Režiser je v intervjujih omenil, da so kot navduih zanj služili letalec in poslovnež Howard Hughes ter raziskovalca Charles Lindbergh in Percy Fawcett. Bazo ima v ogromnem cepelinu, kjer je izšolal trop psov pod vodstvom dobermana »alfe« da zanj iščejo ptiča in jih opremil z lastnim izumom, sledilnimi ovratnicami s sintetizatorjem govora. Za komični učinek se alfin sintetizator pogosto pokvari, zato ukazovalni alfa z grozečim videzom odraslega dobermana govori z visokim glasom kot bi se nadihal helija. Eden od Muntzovih psov, dobrodušni zlati prinašalec Dug, se kasneje spoprijatelji s Carlom in Russellom ter jima pomaga.
Prvi osnutek zgodbe se je močno razlikoval od končne. Docter si je zamislil, da se želi Carl samo pridružiti svoji ženi v višavah, stran od nadležnih ljudi. Potovanju sta scenarista dala oprijemljiv cilj po tistem, ko sta videla dokumentarec o tepuijih, mizastih gorah v Venezueli. Rajski slap je oblikovan po resničnem Angelovem slapu, najvišjem slapu na svetu.

## Produkcija
V pripravah na izdelavo filma je leta 2004 odšla ekipa Docterja in 11 animatorjev na Monte Roraimo v Venezueli, kjer so nekaj dni skicirali in slikali okolico. Pri izgledu in animaciji likov so se zgledovali po različnih resničnih osebah, od igralcev in njihovih starih staršev pri Carlu do Pixarjevega animatorja Petra Sohna pri Russellu.
Sama tehnična izdelava filma je trajala leto in pol. Po besedah ustvarjalcev je bila realistična animacija oblačil in Kevinovih iridescenčnih peres vsaj tako težavna kot animacija približno 10.000 balonov, ki dvignejo Carlovo hišo. V sceni, kjer se hiša prvič dvigne v zrak, je 20.622 balonov, v scenah kjer samo leti, jih je 10.927, v različnih drugih scenah pa so številke tudi drugačne. Tehnični direktor je izračunal, da bi za dvig hiše v resnici potrebovali 23 milijonov balonov, a bi potem izgledali kot drobne pikice.
Filmsko glasbo je ustvaril skladatelj Michael Giacchino.

## Odziv
Ob izidu je bil V višave izredno dobro sprejet tako pri kritikih kot pri občinstvu. Na spletni strani Rotten Tomatoes, ki zbira ocene, ima 98 % pozitivnih recenzij s povprečno oceno 8,6 od 10. Konsenz kritikov, predstavljen tam, je, da je film izvrstno izdelana, smešna in prisrčna pustolovščina. Podobno oceno ima na drugi taki spletni strani, Metacritic.
V prvem vikendu predvajanja v ameriških kinematografih je prinesel 68 milijonov USD prihodkov, kar je preseglo napovedi analitikov in povzročilo, da je vrednost delnic Disneyja na prvi naslednji trgovalni dan zrasla za 4 %. Prihodek je bil razmeroma visok tudi v naslednjih tednih in film je bil uspešen tudi mednarodno, tako da je do konca predvajanja v kinematografih prinesel nekaj več kot 731 milijonov USD prihodkov. S tem je postal Pixarjev tretji komercialno najuspešnejši film, za Reševanjem malega Nema in Svetom igrač 3. Ob izdaji za domači video je postal z več kot 10 milijoni prodanih DVD-jev tretji najuspešnejši film leta po tem merilu.
Za film so ustvarjalci prejeli več priznanj. Kot prvi animirani film je bil prikazan v sklopu otvoritvenega večera filmskega festivala v Cannesu tistega leta. Nominiran je bil za pet oskarjev, med njimi za najboljši film (kot šele drugi animirani film po Disneyjevem Lepotica in zver leta 1991), od katerih je na podelitvi leta 2010 prejel dva, za najboljši animirani celovečerni film in najboljšo izvirno glasbeno spremljavo. V istih kategorijah - najboljši animirani celovečerec in najboljša izvirna glasbena spremljava - je prejel tudi zlata globusa.